# لويس مينامي
لويس مينامي (بالإسبانية: Luis Minami)‏ (13 فبراير 1943 - ) هو ملاكم بيروفي.

## روابط خارجية
- لويس مينامي على موقع أوليمبيديا (الإنجليزية)